# Байдаков, Сергей Львович
Байдаков Сергей Львович (род. 11 февраля 1965, Балашиха) — первый заместитель Губернатора Сахалинской области, бывший префект Центрального административного округа города Москвы, бывший заместитель мэра Москвы.

## Биография
В 1988 году окончил Московский энергетический институт (Технический университет), по специальности «инженер-электромеханик», в 1995 году — Московскую государственную юридическую академию. Аспирантуру Международного независимого эколого-политологического университета.
Кандидат юридических наук (1999). Доктор экономических наук (2011).
С 1986 по 1992 год занимал ряд должностей в Московском энергетическом институте. Начав с поста младшего научного сотрудника кафедры электро-аппаратостроения, позже стал председателем профкома студентов, а затем и заместителем проректора МЭИ.
С 1990 по 1992 год избирался депутатом Калининского районного Совета народных депутатов г. Москвы.
С 1992 по 1993 год — директор студенческого городка Московского энергетического института.
С 1993 по 1998 год работал первым заместителем супрефекта муниципального округа «Лефортово». На этой должности курировал жилищно-коммунальное хозяйство и занимался развитием инфраструктуры округа.
С 1998 по 2000 год — глава управы района Лефортово.
С 2000 по 2003 год работал первым заместителем префекта Центрального административного округа города Москвы.
В декабре 2003 года назначен префектом Центрального административного округа города Москвы в ранге министра Правительства Москвы. На этом посту занимался вопросами, касающимися жилищно-коммунального хозяйства, антитеррористической деятельности префектуры и вопросами безопасности.
В октябре 2008 года вследствие успешной управленческой деятельности назначен заместителем Мэра Москвы в Правительстве Москвы по вопросам межрегионального сотрудничества, спорта и туризма. Курировал также рекламную отрасль, религию и ограничения в сфере игорного бизнеса в Москве.
26 октября 2010 года Байдаков назначен префектом Центрального административного округа (ЦАО) Москвы.
18 декабря 2012 года освобожден от занимаемой должности по собственному желанию.
Женат, имеет сына и дочь.

### Работа в префектуре ЦАО (2000—2008)

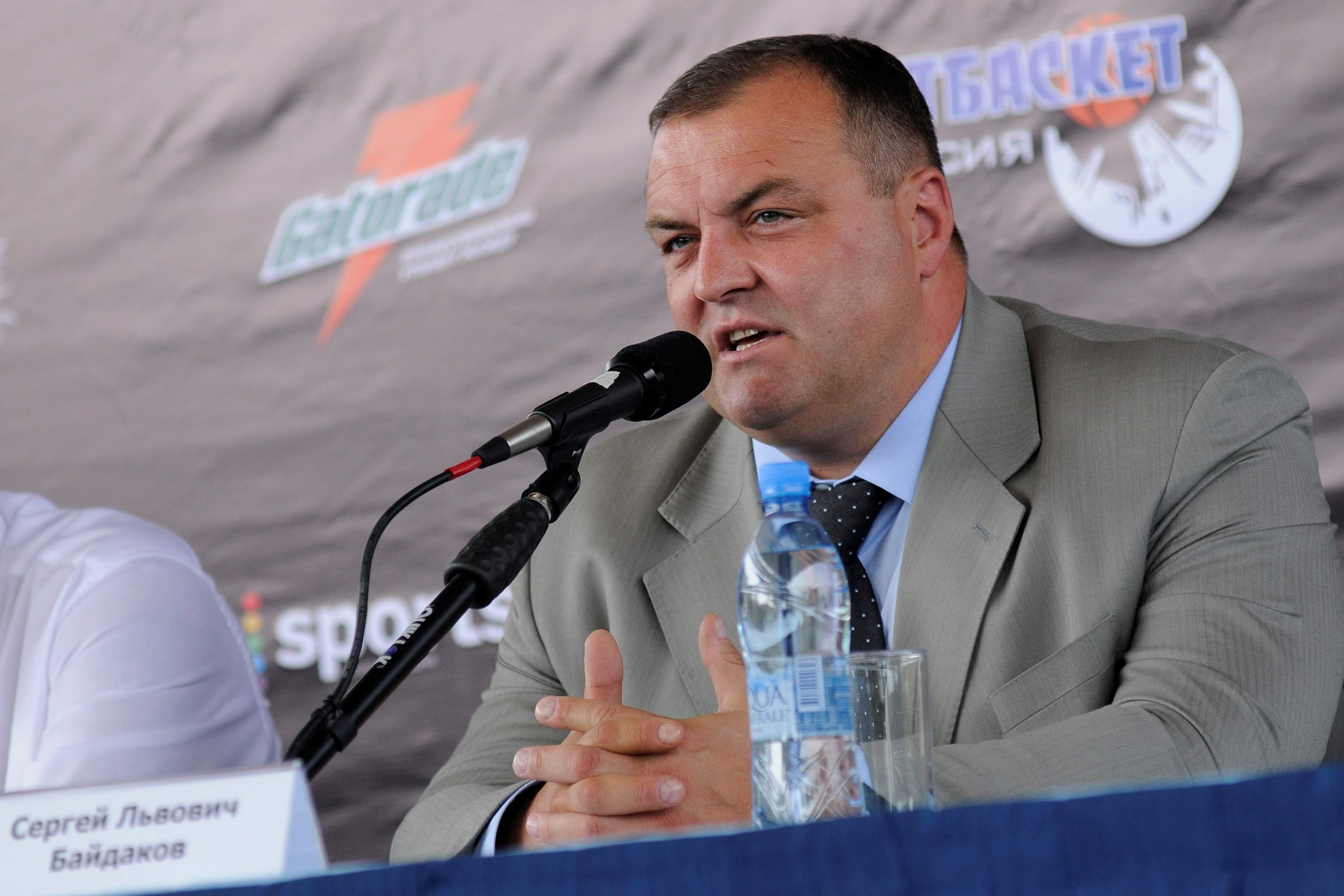

- С приходом Сергея Львовича Байдакова в префектуре ЦАО (впервые в Москве)[2] была внедрена методика приёма документов в «одно окно» и новый регламент работы с ними. Это нововведение позволило существенно сократить сроки подачи и прохождения документов по различным инстанциям.
- В ходе работы в Префектуре ЦАО, Сергей Байдаков запустил и успешно реализовывает программу по созданию сети социальных магазинов. За период 2004—2006 гг. в ЦАО было открыто 159 социальных магазинов[3]. В настоящее время программа продолжается. На момент сентября 2011 г. в ЦАО работало уже 404 социально-ориентированных магазина[4].
- В 2005 году был создан Общественный совет при префекте ЦАО, в который вошли известные общественные деятели и авторитетные персоны, такие, как Леонид Рошаль, Василий Лановой, Вячеслав Старшинов, Ангелина Вовк, Алексей Навальный и другие[5].
- В 2007 году на заседании Правительства Москвы была принята представленная Сергеем Байдаковым Концепция развития Центрального округа города Москвы. Ей предшествовала разработка Концепции работы с населением[6]. Это были первые в Москве примеры системного подхода к развитию территориальной единицы.
- В 2008 году по инициативе Сергея Байдакова открылся первый в России Центр обслуживания населения и организаций (ЦОНО). Сейчас по указу Президента России аналогичные сервисы под названием «Многофункциональный центр по оказанию услуг населению открываются по всей стране». Идея состоит в том, чтобы каждый человек мог получить все государственные услуги, необходимые ему для решения жизненной ситуации в одном месте. Передача документов между различными ведомствами городского или федерального уровня осуществляется самими организациями, освобождая людей от бумажной волокиты.

### Заместитель мэра Москвы (2008—2010)
Вступление Сергея Байдакова в должность заместителя мэра совпало с мировым экономическим кризисом 2008 года. В этот период под его руководством была разработана антикризисная программа, позволившая пройти кризис с минимальными потерями для вверенных ему отраслей. В частности, были временно снижены ставки на аренду рекламных носителей, что позволило рекламному рынку пережить падение спроса.

### Префект ЦАО (2010—2012)
Владимир Ресин (в 2010 года — первый заместитель мэра Москвы) о назначении С. Л. Байдакова:

Когда Сергея Львовича, который прежде работал префектом ЦАО, перевели в Правительство Москвы на отстающий участок работы, он с этой задачей успешно справился. Теперь он назначен префектом — это правая рука мэра на территории. А Центральный округ от других отличается своими известными особенностями — здесь находится и все руководство страны, и все партии и общественные организации. Так что и в этом отношении ЦАО — тоже очень сложный участок работы. Все это новый мэр Москвы Сергей Семенович Собянин учитывал при назначении Сергея Львовича Байдакова префектом ЦАО

Председатель Комиссии Мосгордумы по перспективному развитию и градостроительству Михаил Москвин-Тарханов:

«Признаюсь, для меня стало настоящим подарком возвращение Сергея Байдакова в Центральный административный округ. Это сложнейший московский округ, а Байдаков знает его, наверное, лучше собственной квартиры, да и относятся к нему здесь очень уважительно. Я не случайно всегда считал его лучшим из московских префектов, и когда он ушел в правительство Москвы, сожалел об этом. Уверен, Сергей Байдаков — весьма перспективный руководитель, и понятно, что в Центральном округе он будет работать очень хорошо».

В 2011 году Сергей Байдаков руководил штабом по организации в Москве Международного рекламного конгресса Всемирной рекламной ассоциации и Всероссийского спортивного форума «Россия — спортивная держава» с участием Президента России.
В центральном округе при содействии Сергея Байдакова действует «Молодёжный совет при префекте ЦАО» и уникальное в Москве общественное движение «Доброволец ЦАО», в котором более 1 000 ребят безвозмездно оказывают помощь людям.

## Критика
В декабре 2010 года на совещании мэра Москвы Сергея Собянина заместитель мэра Москвы Пётр Бирюков высказал критику в отношении уборки снега в ЦАО, префектом которого является Байдаков.
«Все округа справляются с этой задачей, кроме Центрального. Я прошу Сергея Львовича (Байдакова) самым сёрьезным образом отнестись к этому. Вместо 50 тысяч кубометров вывозится 35 тысяч». В свою очередь Сергей Байдаков не согласился с информацией, предоставленной мэру: «Идет утилизация до 50 тысяч кубов. Мы понимаем, что в первую очередь от снега должен быть очищен центр города.» Собянин приказал разобраться с несостыковкой информации и при необходимости наказать виновных.
Жесткой критике со стороны мэра Москвы Собянина Сергей Байдаков так же подвергся после своего интервью газете «Известия» 11 мая 2011 года, где заявил, что стоимость парковки в центре Москвы может составить от 300 до 500 рублей в час.
Сергей Собянин назвал инициативу префекта ЦАО столицы «полной несуразицей». «Нетрудно посчитать, что если парковка будет стоить 500 рублей в час, то человек в месяц должен платить около 100 тысяч рублей», — уточнил мэр Москвы и предложил «провести эксперимент» на самом С. Л. Байдакове. «Если уж он выступил с такой инициативой, то я предлагаю провести эксперимент на нём самом. За парковку его автомобиля мы будем брать 500 рублей. Таким образом, за месяц из его заработка мы вычтем 100 тысяч рублей».
По мнению журналиста «Известий» Виктории Волошиной, автора интервью с Байдаковым, фраза о парковках была вырвана из контекста. Речь шла о том, сколько должна стоить парковка, чтобы заинтересовать инвесторов. Кроме того, считает журналистка, парковка в Москве должна быть ограничена, в том числе экономическими мерами. Волошина подчеркивает слова Байдакова о том, что «У водителей будет выбор. Либо оставить машину на бесплатной перехватывающей парковке, скажем, у метро „Волгоградский проспект“, пересесть на автобус и по выделенной полосе доехать до Лубянки за 20-25 минут. Либо платить за удовольствие оставить машину в историческом центре. То есть город вводит понятные регулирующие механизмы. Мне кажется это логичным и разумным».

## Научная деятельность
В феврале 2011 года в МГТУ им. Баумана Сергей Байдаков получил степень доктора экономических наук, защитив диссертацию по теме «Теория и методология стратегического управления мегаполисом и его территориальными единицами».
Является профессором кафедры экономики и организации производства МГТУ им. Баумана, читает курс лекций для слушателей программы МБА «Стратегическое управление в крупномасштабных экономических системах», ведёт научное руководство аспирантами и соискателями, член диссертационного совета по специальности "Экономика и управление народным хозяйством" при МГТУ им. Н. Э. Баумана.
Сергей Байдаков — автор более 30 научных работ, в том числе 2 монографии в области стратегического управления.

## Спорт

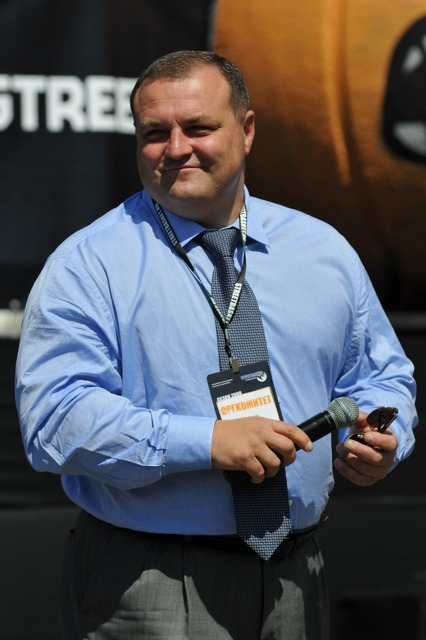

С 2006 года Сергей Байдаков является Президентом Российской Ассоциации уличного баскетбола.
Член попечительского совета Российской федерации баскетбола
С 9 сентября 2008 года — президент Московской федерации самбо.
Первый вице-президент Всероссийской Федерации самбо.
В 2010 году участвовал в хоккейном благотворительном матче «От чистого сердца» между командами Ильи Ковальчука и Александра Овечкина.
В 2011 году провёл первый Кубок префекта по самбо.
Сергей Косоротов, заслуженный мастер спорта, чемпион мира и Европы по дзюдо, подполковник милиции, сказал в интервью в 2007 году о С. Л. Байдакове:

У меня наладился очень хороший контакт с префектом ЦАО Сергеем Львовичем Байдаковым. Он — потрясающей души человек, сам спортсмен до мозга костей. Мы с ним буквально с первых встреч нашли общий язык. Сергей Львович в своё время ещё в МЭИ занимался у основателя самбо Анатолия Харлампиева и сохранил об этом приятные воспоминания. Сейчас, я знаю, префект практикует баскетбол и хоккей.

## Награды
- Медаль ордена «За заслуги перед Отечеством» I степени (13 ноября 2018) — за большой вклад в развитие и популяризацию самбо[22]
- Императорский орден Св. Анны II степени (22 апреля.2012)
- Почётная грамота Президента Российской Федерации (17 декабря 2011) — за большой вклад в реконструкцию, реставрацию, техническое оснащение и торжественное открытие федерального государственного бюджетного учреждения культуры «Государственный академический Большой театр России»[23]
- Почётная грамота Совета Министров Республики Беларусь (19 ноября 2009) — за значительный личный вклад в укрепление и развитие экономических связей между Республикой Беларусь и г. Москвой Российской Федерации[24]
- Премия Правительства Российской Федерации 2008 года в области науки и техники (10 марта 2009) — за разработку и реализацию комплексных региональных программ энергосбережения и энергоресурсоэффективности Республики Татарстан и г. Москвы
- Медаль «За заслуги перед Чеченской Республикой» (7 февраля 2008) — за большой вклад в развитие торгово-экономических, научно-технических и культурных связей между префектурой Центрального административного округа г. Москвы и администрацией г. Грозного Чеченской Республики[25]
- Медаль ордена «За заслуги перед Отечеством» II степени (23 сентября 2005) — за достигнутые трудовые успехи и многолетнюю добросовестную работу[26][27]
- Золотой почётный знак «Общественное признание» (2005)
- Медаль «За боевое содружество» (2005)

## Религиозные взгляды
Байдаков исповедует православие, поддерживает проекты Русской православной церкви. 2 сентября 2009 года Патриарх Московский и всея Руси Кирилл наградил его орденом преподобного Серафима Саровского II степени "во внимание к усердным трудам на благо Русской Православной Церкви".
В 2011 году его избрали председателем Московского отделения Императорского православного палестинского общества.
В 2015 году Сергей Байдаков назначен Заместителем Председателя Императорского православного палестинского общества по работе с региональными отделениями 